# Anastasiia
Anastasiia ist ein russisch-ukrainischer Vorname:
- Anastasiia Chetverikova (* 1998), ukrainische Kanutin
- Anastasiia Chursina (* 1995), russische Radrennfahrerin
- Anastasiia Goreeva (* 1999), russische Biathletin
- Anastasiia Hotfrid (* 1996), georgische Gewichtheberin
- Anastasiia Kryvenda, Algenforscherin
- Anastasiia Kurdyukova (* 2002), russische Badmintonspielerin
- Anastasiia Pervushina (* 1997), russische Skifahrerin
- Anastassiia Shapovalova (* 2002), russische Badmintonspielerin
- Anastasiia Smenova (* 1999), russische Badmintonspielerin
- Anastasiia Silanteva (* 1998), russische Skirennläuferin